# Luciana Souza
Luciana Souza (San Paolo, 12 luglio 1966) è una cantante brasiliana.

## Biografia

### Formazione
Figlia della poetessa Tereza Souza e del chitarrista Walter Santos, Luciana ha mosso i primi passi nel mondo della musica a tre anni eseguendo motivetti per spot pubblicitari. Nel 1988 si è diplomata in composizione jazz alla Berklee College of Music di Boston, conseguendo successivamente un master in studi jazz al New England Conservatory e insegnando per quattro anni alla Manhattan School of Music. Nel 2018 ha registrato due master class per il sito My Music Master Class.

### Carriera
Ben sei dei suoi album sono stati candidati ai Grammy Awards nella categoria Miglior album jazz vocale (The Poems of Elizabeth Bishop and Other Songs, Norte E Sul, Duos II, Tide, Duos III e The Book of Chet). Nel 2007 è stata tra gli ospiti dell'album River: The Joni Letters di Herbie Hancock, premiato come Miglior album dell'anno alla 50ª edizione dei Grammy Awards. È stata inoltre nominata "cantante donna dell'anno" 2005 e 2013 dalla Jazz Journalists Association.
La canzone Muita Bobeira (la quarta contenuta nell'album Duos II) è stata inclusa nell'impostazione predefinita delle tracce di Microsoft Windows Vista.

## Vita privata
Dal 2006 Luciana è sposata con il collega statunitense Larry Klein. Nel 2007 la coppia ha avuto un figlio, Noah.

## Discografia
- 1998 - An Answer to Your Silence (NYC)
- 2000 - The Poems of Elizabeth Bishop and Other Songs (Sunnyside)
- 2002 - Brazilian Duos (Sunnyside)
- 2003 - Norte E Sul (Sunnyside)
- 2004 - Neruda (Sunnyside)
- 2005 - Duos II (Sunnyside)
- 2007 - The New Bossa Nova (Universal Jazz France)
- 2009 - Tide (Sunnyside)
- 2012 - The Book of Chet (Sunnyside)
- 2012 - Duos III (Sunnyside)
- 2015 - Speaking in Tongues (Sunnyside)
- 2018 - The Book Of Longing (Sunnyside)
- 2020 - Storytellers (Sunnyside)

## Filmografia
- Redbelt, regia di David Mamet (2008)